# Chaetocneme porphyropis
Chaetocneme porphyropis is een vlinder uit de familie van de dikkopjes (Hesperiidae). De wetenschappelijke naam van de soort is voor het eerst geldig gepubliceerd in 1902 door Meyrick & Lower.